# Ellen Seeling
Ellen Seeling (Waukesha (Wisconsin), 1950 – 26 mei 2025) was een Amerikaans jazztrompettiste. Ze leidde de Mountclair Women's Big Band.

## Biografie

### Jaren 60
Seeling wilde oorspronkelijk drums en viool spelen, maar omdat deze instrumenten niet beschikbaar waren bij de muzieklessen op de plaatselijke middelbare school koos ze voor de trompet. Ze volgde daarmee het voorbeeld van haar vader die eveneens een jazzmuzikant was. In 1969 begon Seeling een jazzstudie aan de Indiana Universiteit bij trombonist David Baker. Nadat ze als eerste vrouw deze studie had voltooid verhuisde naar Seeling naar New York waar ze met bands en artiesten uit verschillende genres ging spelen.

### Jaren 70
In 1975 sloot Seeling zich aan bij de vrouwelijke jazzrockformatie Isis; ze speelde mee op het tweede album Ain't No Backin' Up Now. Ondanks positieve reacties van pers en concertgangers brak Isis niet door bij het grote publiek, en door gebrek aan succes werd het moeilijk om de min of meer oorspronkelijke bezetting bij elkaar te houden. Seeling bleef samenwerken met saxofoniste Jean Fineberg (en percussioniste Nydia Mata en drumster Ginger Bianco); ze leverden gastbijdragen aan het laatste Isis-album Breaking Through, brachten een live-album uit als begeleidingsmuzikanten van singer-songwriter Laura Nyro, en speelden in de vrouwelijke salsaformatie Latin Fever. Ondanks een nr. 1-hit in de latin charts ging Latin Fever aan dezelfde problemen als Isis ten onder. Succesvoller was de medewerking van Seeling en Fineberg aan de eerste albums van Chic en gerelateerde acts als Sister Sledge en Luther Vandross.

### Jaren 80-nu
In 1980 vormden Seeling en Fineberg de eveneens vrouwelijke jazzband Deuce waarmee ze twee albums uitbrachten. Tussendoor verhuisden ze in 1989 van New York naar San Francisco. Seeling begeleidde er Phoebe Snow en Patti Labelle, en vormde in 1998 de Mountclair Women's Bigband met regionale muzikantes. In 2005 verscheen het titelloze debuutalbum. 
Daarnaast heeft Seeling les gegeven aan de Universiteit van Californië in Berkeley en organiseerde ze sinds 2009 het landelijke Girls' Jazz & Blues Camp.
Seeling overleed op 75-jarige leeftijd.